# 埃舒
埃舒是巴西伯南布哥州的一个市镇。总面积1494平方公里，总人口30569人，人口密度20.5人/平方公里。